# Kiron
Kiron is een plaats (city) in de Amerikaanse staat Iowa en valt bestuurlijk gezien onder Crawford County.

## Demografie
Bij de volkstelling in 2000 werd het aantal inwoners vastgesteld op 273. In 2006 is het aantal inwoners door het United States Census Bureau geschat op 265, een daling van 8 (-2,9%).

## Geografie
Volgens het United States Census Bureau beslaat de plaats een oppervlakte van 0,5 km², geheel bestaande uit land. Kiron ligt op ongeveer 409 m boven zeeniveau.

## Plaatsen in de nabije omgeving
De onderstaande figuur toont nabijgelegen plaatsen in een straal van 20 km rond Kiron.